# Анюта (балет)
«Анюта» — балет в двух актах на музыку Валерия Гаврилина, сценическая версия телевизионного фильма-балета «Анюта». Либретто Александра Белинского и Владимира Васильева по рассказу А. П. Чехова «Анна на шее». Поставлен впервые в театре «Сан-Карло» (Неаполь) в 1986 году.

## История создания
Этот балет — первый в истории случай, когда хореографическое произведение переносится с экрана на сцену, а не наоборот, что происходило неоднократно. Телевизионный фильм-балет «Анюта», придуманный и поставленный сценаристом и режиссёром Александром Белинским в 1982 году, имел заслуженный успех не только на родине, но и в Европе. Изящно задуманная история на тему рассказа «Анна на шее» А. П. Чехова родилась у Белинского, когда он услышал Вальс, написанный ленинградским композитором Валерием Гаврилиным.
Александр Белинский давно хотел снять телевизионный балет по Чехову, долго «ходил вокруг» «Скверного анекдота», а потом как-то раз услышал вальс Валерия Гаврилина и понял, что это настоящий «чеховский вальс». Вот так, не от литературы, а от музыки родился замысел фильма, хотя в основе его были использованы мотивы рассказов Антона Павловича Чехова, большей частью — «Анна на шее»…
Для «Анюты» Александр Аркадьевич вместе с Володей подбирал музыку буквально по кусочкам из разных произведений Валерия Гаврилина."— Екатерина Максимова
Обычно экранизация произведения следует вслед за её театральным воплощением. Но вот редкий случай: телефильм „Анюта“, имевший большой успех у нас и за рубежом, получивший приз „Интервидения“ и удостоенный Государственной премии РСФСР, обрёл новую жизнь в театре Неаполя, а затем и на сцене Большого театра СССР.— Александр Белинский
Именно успех фильма-балета заставил Владимира Васильева задуматься о переносе постановки на сцену. Станиславом Горковенко была добавлена музыка, расширены хореографические номера и в 1986 году родился новый балет, обречённый на долгую сценическую жизнь не только из-за прославленных первых исполнителей и превосходного музыкального материала, но и благодаря компактности спектакля и удобству адаптации заглавной партии для любой балерины.

## Действующие лица
- Анюта
- Петр Леонтьевич
- Модест Алексеевич
- Артынов
- Студент
- Его сиятельство
- Девушка
- Два офицера
- Четыре щеголя
- Три цыганки

## Либретто и сценарный план Белинского — Васильева
| Сцена                                   | Действующие лица | Действие | Описание действия |
| --------------------------------------- | --- | --- | --- |
| Действие первое                         | Первая картина | | Лейтмотив спектакля — настоящий «чеховский вальс» Гаврилина |
| Интерьер церкви.                        | Пётр Леонтьевич, Анюта, Петя и Андрюша, священник, служка, чиновники, горожане                                                                          | Отпевание матери Анюты. | После смерти жены учитель провинциального городка Пётр Леонтьевич остается с тремя детьми — взрослой дочерью Анной и младшими сыновьями Петей и Андрюшей. |
|                                         | Вторая картина | | |
| Комната.                                | Пётр Леонтьевич | Тоска. Воспоминание о былом счастье. | Тоскуя по безвременно ушедшей жене, Пётр Леонтьевич все чаще прикладывается к графинчику с водкой. |
|                                         | Третья картина | | |
| Бульвар провинциального городка. Осень. | Горожане, мелкопоместные дворяне, чиновники, офицеры, Артынов, студент, молоденькая девушка, Анюта, Пётр Леонтьевич, Петя и Андрюша, Модест Алексеевич. | Предложение руки и сердца | Пожилой чиновник Модест Алексеевич сватается к Анне Петровне. Она соглашается на брак с ним, надеясь вырваться из серой, однообразной полуголодной жизни и спасти от нищеты свою семью. |
|                                         | Четвёртая картина | | |
| Департамент                             | Модест Алексеевич и его подчиненные, его сиятельство | Бумажная волокита, гимн бюрократии. | «Тема чиновников» Гаврилина — оркестровое сочинение «Государева машина». |
|                                         | Пятая картина | | |
| Опустевший бульвар. Вечер.              | Шарманщик, его жена, дворник, Петр Леонтьевич. Студент. Анюта.                                                                                          | Прощание со студентом | Анюта расстается со своей первой любовью — бедным студентом. Звучит тема: «Мелодия умершей молодости». |
|                                         | Шестая картина | | |
| Бульвар. Свадьба. «Веселье во хмелю»    | Цыганки, кумушки. Чиновники, молодые горожанки. Модест Алексеевич, Анюта, Петя, Андрюша, Петр Леонтьевич, Артынов, офицеры                              | Свадебное шествие | Унылая процессия на фоне смеха и веселья. |
|                                         | Седьмая картина | | |
| Комната в доме Модеста Алексеевича      | Модест Алексеевич, Анюта, Петя, Андрюша, Петр Леонтьевич                                                                                                | Анюта понимает, что благо, на которое она рассчитывала — мираж: муж скуп, холоден, практичен и не намерен помогать родственникам жены. | Отчаяние и безысходность Анюты. Размышления Модеста Алексеевича. Приход Петра Леонтьевича с детьми. Радость Анюты. Появление Модеста Алексеевича. Отход ко сну. |
|                                         | Восьмая картина | | |
| Комната. Ночь. Сон Модеста              | Модест Алексеевич, Анюта, чиновники | Странные видения Модеста Алексеевича | Ему снится вручение ему Анютой ордена Святой Анны". |
|                                         | Девятая картина | | |
| Комната. Утро.                          | Анна | Пробуждение Анны. | Сюрприз для Анны — подарок мужа к предстоящему новогоднему балу. |
| Действие второе                         | Десятая картина | | |
| Бал в дворянском собрании               | Артынов. Анна. Модест Алексеевич. Дворяне, чиновники, Пётр Леонтьевич                                                                                   | Жарко. Шумно. Весело. Вальс с Артыновым. Цыганский танец. Тарантелла. Внимание его сиятельства. Пересуды. Пьяный Петр Леонтьевич. Подобострастный Модест Алексеевич. Насмешка над Петром Леонтьевичем. Счастливая и опьяневшая от вина и успеха Анюта. Спотыкающийся Петр Леонтьевич. | Наступает рождество, а вместе с ним и праздничный бал, на котором Анюта покоряет своей молодостью, умом и красотой присутствующих мужчин. Все наперебой стараются завоевать внимание и симпатию молодой жены Модеста Алексеевича. Богатый барин Артынов, офицеры и, наконец, сам его сиятельство увлечены Анной Петровной. Они готовы все сделать для того, чтобы угодить ей. От неожиданного и скоропалительного успеха у Анюты кружится голова. Модест Алексеевич сразу же понимает, какую выгоду можно извлечь из успеха своей жены, и поощряет «амуры» супруги. Внимание и любовь высшего общества провинциального городка заставляют её забыть обо всем: о ненавистном и тупом, как ей уже кажется, муже, спивающемся отце, несчастных братьях, живущих впроголодь, недавно ещё любимом студенте. |
|                                         | Одиннадцатая картина | | |
| Комната в доме Модеста Алексеевича      | Анюта, Модест Алексеевич, офицеры, чиновники, Артынов, его сиятельство                                                                                  | Возвращение с бала. | Сон Анюты. Воспоминание о прежней любви. Пробуждение. Визитеры: офицеры, чиновники, Артынов, его сиятельство Награждение Модеста Алексеевича орденом святой Анны. Вариация Модеста Алексеевича |
|                                         | Двенадцатая и Тринадцатая картина | | |
| Департамент. Свершилось!                | Модест Алексеевич и его подчиненные, Его Сиятельство | Поздравления подчиненных. Гимн раболепству. | Модест Алексеевич получил орден святой Анны и теперь с нетерпением ожидает новых милостей от покровителей своей жены. |
|                                         | Четырнадцатая картина | | |
| Комната Петра Леонтьевича               | Судебный исполнитель, грузчики, Петр Леонтьевич, Петя, Андрюша                                                                                          | Вечер. Описание и вынос имущества. В последний раз любимая мелодия молодости на стареньком фортепиано. | Петр Леонтьевич объявляется несостоятельным должником. У него описывают немногое оставшееся имущество, а его самого с детьми выгоняют на улицу в морозную предновогоднюю ночь. |
|                                         | Пятнадцатая картина | | |
| Бульвар. Каток.                         | Анюта. Офицеры, Артынов, его сиятельство, горожане | Предновогодняя ночь. Сухо. Морозно. Весело. Шумно. | Возбужденная Анюта. Офицеры, Артынов, его сиятельство вьются вокруг Анюты. Студент с молодой девушкой. Катающаяся молодежь. Прогуливающиеся горожане. Шумная толпа вслед за Анютой покидает каток. Лед пустеет. Появляется Петр Леонтьевич с детьми. Мимо них проносятся в праздничном веселье горожане, Артынов, офицеры, его сиятельство, Модест Алексеевич… и Анна, их милая Анюта… Идет снег. |

## Сценическая жизнь

### Премьера в Неаполе
Премьера прошла 21 января 1986 года в Театр «Сан-Карло» (Неаполь, Италия)
Художник-постановщик Белла Маневич, дирижёр Станислав Горковенко
- Анюта — Екатерина Максимова
- Петр Леонтьевич — Владимир Васильев
- Модест Алексеевич — Гали Абайдулов
- Артынов — Ф. Д’Альберо
- Студент — А. Д’Алоя
- Его сиятельство — А. Салернитано

### Большой театр
Премьера прошла 31 мая 1986 года в Большом театре
Художник-постановщик Белла Маневич, дирижёр Александр Лавренюк
- Анюта — Екатерина Максимова
- Пётр Леонтьевич — Владимир Васильев
- Модест Алексеевич — Михаил Цивин
- Артынов — Михаил Лавровский, (затем Борис Ефимов)
- Студент — Валерий Анисимов
- Его сиятельство — Александр Грещенко

Спектакль прошёл 67 раз, последнее представление 2 апреля 1994 года.
Возобновление 27 февраля 1996 года
Дирижёр Павел Сорокин
- Анюта — Галина Степаненко, (затем А. В. Тагирова, Анастасия Яценко, Нина Ананиашвили, Светлана Лунькина, Нина Капцова, Марианна Рыжкина)
- Пётр Леонтьевич — Владимир Моисеев, (затем Андрей Меланьин)
- Модест Алексеевич — Александр Петухов, (затем Геннадий Янин, Михаил Шарков)
- Артынов — Марк Перетокин, (затем Илья Рыжаков, Артём Шпилевский)
- Студент — Тимофей Лавренюк, (затем Илья Рыжаков, Михаил Валукин)
- Его сиятельство — Андрей Ситников, (затем Алексей Лопаревич)

Возобновление 14 июня 2022 года.
Дирижёр Павел Сорокин
- Анюта — Анастасия Сташкевич (Кристина Кретова, Мария Виноградова)
- Петр Леонтьевич — Денис Савин (Михаил Лобухин)
- Модест Алексеевич — Вячеслав Лопатин (Игорь Цвирко)
- Артынов — Михаил Лобухин (Денис Родькин)
- Студент — Артём Овчаренко (Иван Алексеев)
- Его сиятельство — Андрей Ситников (Александр Фадеечев)
- Девушка — Мария Мишина

### Постановки в других городах России и СССР
Оригинальную постановку 1986 года Владимир Васильев неоднократно переносил в различные театры:
- 1986 — Рижский театр оперы и балета
- 23 декабря 1987 — Челябинский театр оперы и балета. Художник-постановщик Б. Маневич, дирижёр А. Чернушенко; Анюта — Ирина Ушакова, Пётр Леонтьевич — Владимир Жданов, Модест Алексеевич — Александр Клековкин
- 1989 — Казанский театр оперы и балета, возобновление 23 июня 2011 года[6]
- 1990 — Пермский театр оперы и балета
- 29 мая 1993 — Омский музыкальный театр
- 10 февраля 1995 — Ижевский театр оперы и балета
- 12 февраля 1997 — Челябинский театр оперы и балета — возобновление. Дирижёр В. А. Мирошниченко; Анюта — Татьяна Сулейманова, Пётр Леонтьевич — Александр Седельников, Модест Алексеевич — Сергей Тараторин, Артынов — Эдуард Сулейманов, Студент — Андрей Субботин
- 25 января 2008 — Воронежский театр оперы и балета
- 25 июня 2009 — Красноярский театр оперы и балета. Художник-постановщик Виктор Вольский, художник по костюмам Рафаил Вольский, музыкальный руководитель и дирижёр А. Чепурной; Анюта — Анна Оль, Пётр Леонтьевич — Владимир Васильев, Модест Алексеевич — В. Гукленков, Артынов — Д. Зыков, Студент — К. Литвиненко, Его Сиятельство — И. Климин
- 22 апреля 2011 — Самарский театр оперы и балета. Балетмейстер-постановщик — Владимир Васильев. Дирижёр-постановщик — Виктор Куликов. Художник-постановщик — Виктор Вольский. Художник по костюмам — Рафаил Вольский. Художник по свету — Ильдар Бедердинов.
- 4-5 октября 2024 года постановка впервые была представлена на родине композитора в рамках юбилейного Х Международного музыкального Гаврилинского фестиваля в Вологде[7]. Три спектакля Большого театра состоялись на сцене Вологодского драматического театра[8]. Главные роли исполнили Кристина Кретова и Мария Виноградова, Вячеслав Лопатин и Георгий Гусев, Юрий Островский, Михаил Лобухин, Артём Овчаренко[9].